# Alžbětín
Alžbětín (deutsch Elisenthal) ist ein Ortsteil der Gemeinde Železná Ruda im Okres Klatovy, Tschechien. Er liegt zwei Kilometer südwestlich von Železná Ruda im Tal des Großen Regens direkt an der deutschen Grenze bei Bayerisch Eisenstein.

## Geschichte
In der Gegend von Markt Eisenstein war seit dem 17. Jahrhundert eine außergewöhnlich hohe Konzentration von Glashütten zu beobachten, wie sie derart nirgends sonst im Gebiet des Böhmerwalds auftrat.
So sind im Eisensteiner Tal 18 ehemalige Glashütten nachweisbar. Dazu gehört auch die Tafel- und Spiegelglashütte Elisenthal. Sie wurde 1841 von Franz Xaver Ritter von Hafenbrädl gegründet und für 500 Gulden jährlich an den Glasmeister Peter Ziegler verpachtet. Dieser war gleichzeitig von 1850 bis 1854 der erste Bürgermeister von Markt Eisenstein. Hafenbrädl benannte die Hütte nach seiner Tante Elise (Maria Elisabeth von Hafenbrädl, 1758–1825), die ihm ihre umfangreichen Besitzungen vererbt hatte.
Tafel- und Spiegelglas waren begehrte Exportartikel, da Amerika seinen durch die rege Siedlungstätigkeit stark gestiegenen Bedarf nicht selbst decken konnte. Zusammen mit der ebenfalls von Ziegler betriebenen Gerlhütte hatte Elisenthal im Jahre 1853 fast 400 Beschäftigte. Zunächst wurde Flachglas nur mittels des Zylinderblas-Verfahrens hergestellt. Im Jahr 1856 nahm Ziegler dann eine weitere Hütte zur Erzeugung von gegossenen Tafeln nach belgischem Vorbild in Betrieb. Durch das Gießverfahren konnten nun weitaus größere Tafeln (bis 325 × 80 cm) hergestellt werden. Die teure Einführung der neuen Technologie sowie Probleme mit dem Holzbezug führten letztendlich zum Bankrott Peter Zieglers. Als er 1865 in Konkurs ging, übernahmen die Brüder Bloch, welche bereits die Hütte in Watetitz gepachtet hatten, den Betrieb. Ein Jahr später vergrößerten sie die Elisenthaler Hütte um zwei Öfen. 1869 lebten 481 Menschen in 28 Häusern in Elisenthal.
Unter der Leitung von Franz Schrenk (1816–1879) von der Lohberger Hütte arbeitete der Betrieb ab 1871 wieder sehr erfolgreich. Im Jahre 1877 übernahm sein Sohn Wenzl Schrenk (1849–1905) die Hütte. Zum Ende des 19. Jahrhunderts verschlechterten sich jedoch die Standortbedingungen im Böhmerwald. Die Konkurrenz in Nordböhmen konnte durch ihre Nähe zu den Abbaugebieten der billigen Kohle als Heizmaterial wesentlich günstiger produzieren als die vom Holz abhängigen Hütten im Böhmerwald. Zudem lagen diese Betriebe viel verkehrsgünstiger an bedeutenden Eisenbahnstrecken. Außerdem sank die Nachfrage nach Flachglas wegen des Zusammenbruchs des Amerikageschäfts. Die Bevölkerung stieg um 1890 auf den Höchstwert von 763 Menschen an.
Mit Ausnahme der Schleife, die seine Witwe Mathilde Schrenk bis 1922 weiterführte, wurden nach Wenzl Schrenks Tod 1905 alle Teile des Betriebs geschlossen. Die Glasmacher zogen an andere Glashüttenorte weiter; viele davon gingen nach Bayern. Bei der letzten Volkszählung vor dem Zweiten Weltkrieg zählte der Ortsteil 717 Menschen.
Nach dem Ende des Zweiten Weltkriegs wurden ab März 1946 die ehemals zur Elisenthaler Hütte gehörenden Gebäude als Aussiedlungslager genutzt. Auf engstem Raum wurden darin die zur Ausweisung vorgesehenen Menschen aus dem mittleren Böhmerwald bis zu ihrer Abschiebung untergebracht. Wegen ihrer Lage direkt an der Grenze wurden später die meisten Gebäude abgerissen. Nach dem Zweiten Weltkrieg wurden 1961 nur noch 64 Menschen bei der Volkszählung in Alžbětín erfasst. Von ehemals 56 Häusern 1930 wurden 1970 nur noch 21 gezählt.
Der tschechische Teil des Grenzbahnhofes Bayerisch Eisenstein/Železná Ruda-Alžbětín ist nach dem Ort benannt. Er liegt jedoch direkt angrenzend südlich des Flusses Regens auf den Fluren des heute kaum mehr bevölkerten Debrník. Er nahm 1877 seinen Betrieb auf und wird heute vom Unternehmen Regentalbahn (von deutscher Seite von Plattling her) und den České dráhy (von tschechischer Seite von Prag, Pilsen und Klattau her) angefahren.
Seit der Grenzöffnung in den 1990er Jahren werden die Gebäude entlang der Straße für einen Markt genutzt. Insbesondere durch den Beitritt Tschechiens zur EU im Mai 2004 und zum Schengenraum im Dezember 2007 nahm der Grenztourismus auch hier zu. Dies schlägt sich im Neubau von hierfür typischen Geschäften, wie Tankstellen, Duty-Free-Shops, Apotheken und Tabakläden entlang der Hauptstraße nieder. Der Ortsteil wächst seitdem auf niedrigem Niveau wieder an. 1991 lebten in dem Dorf 59 Menschen in 19 Häusern, bei den folgenden beiden Zählungen 2001 und 2011 wurden 62 Menschen in 17 Häusern bzw. 97 Menschen in 20 Häusern in Alžbětín erfasst.